# 索拉罗山

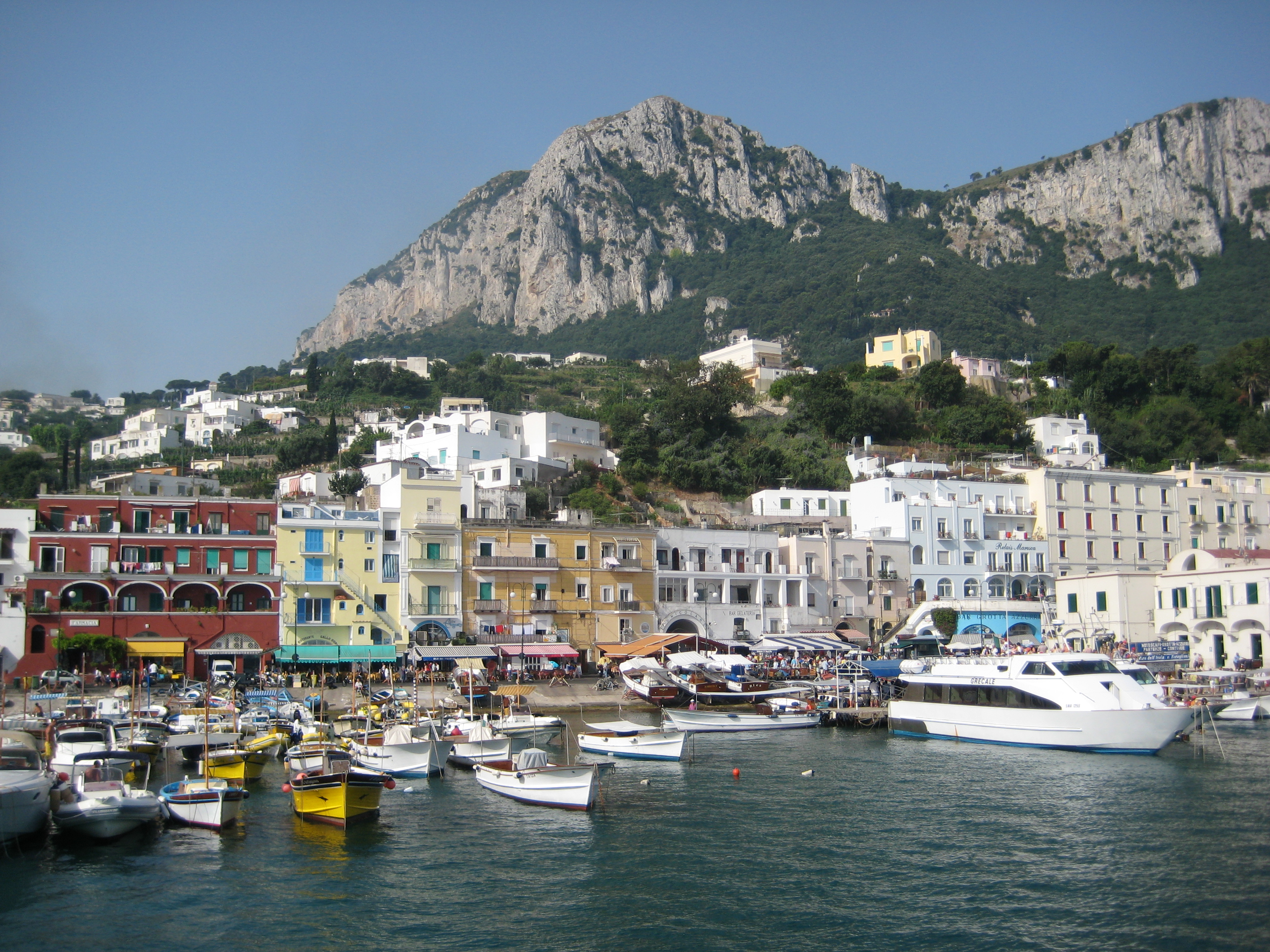
索拉罗山与大港

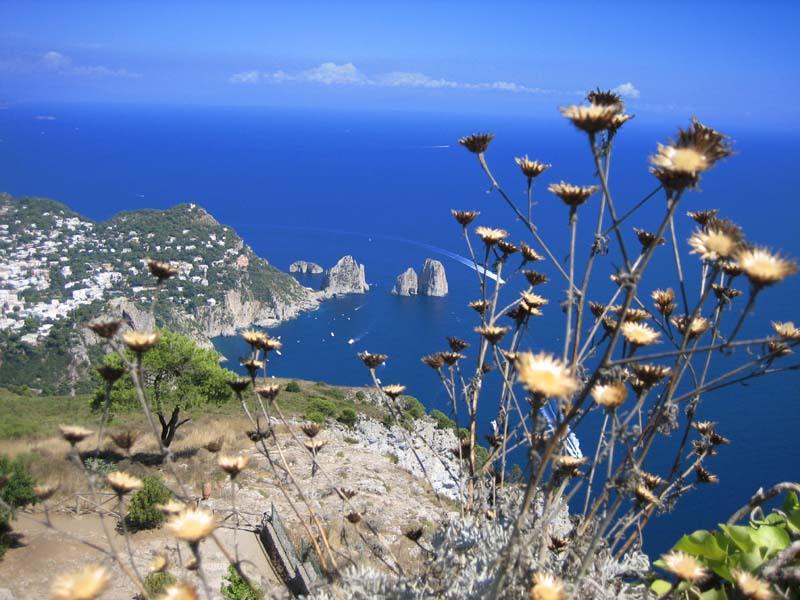
从索拉罗山看卡普里奇岩

索拉罗山（Monte Solaro）是意大利坎帕尼亚大区卡普里岛的最高峰，海拔589米。其陡崖形成该岛东西两侧之间的阻隔。

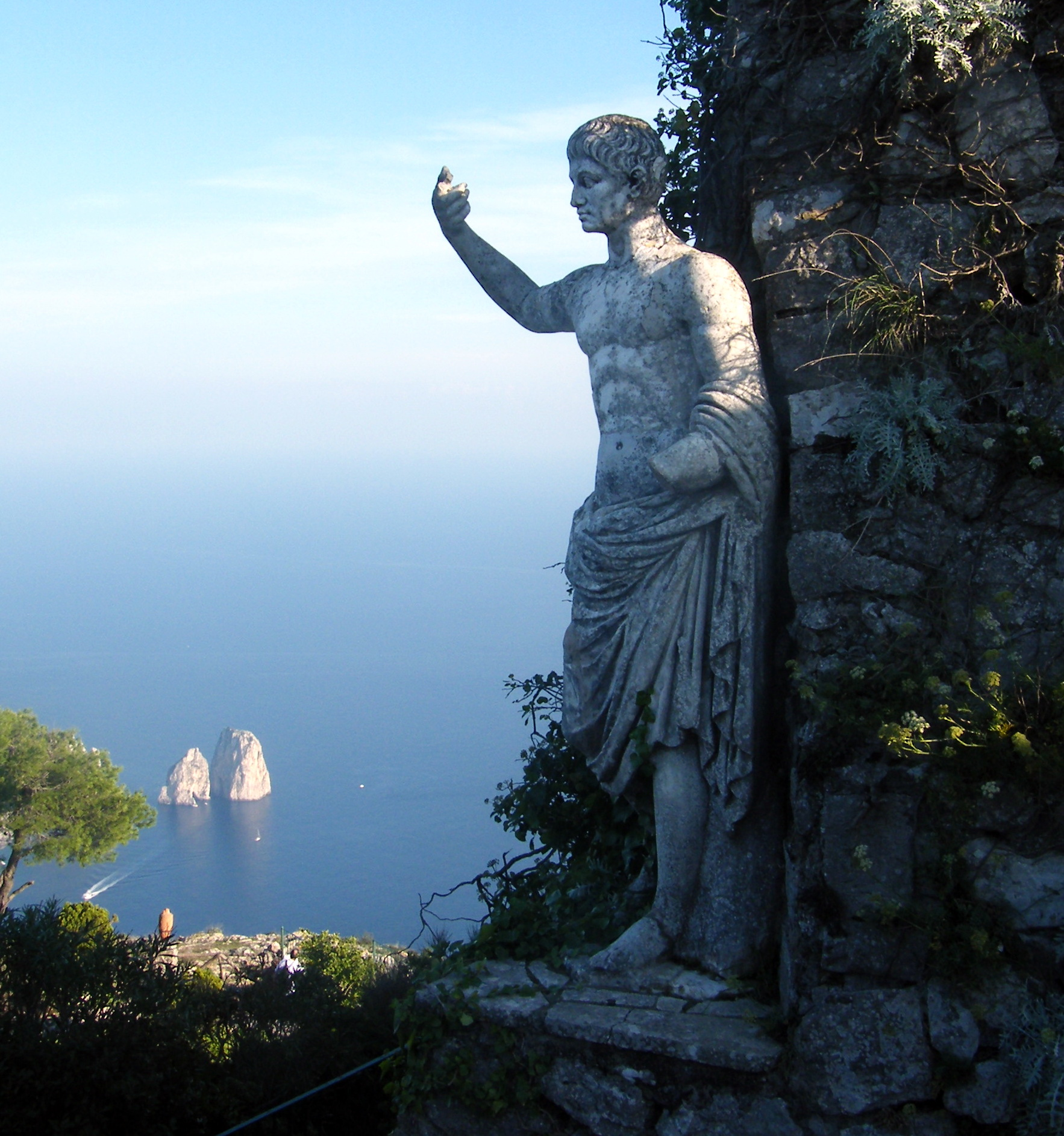
奥古斯都雕像

大港（Marina Grande）就在山脚下。由于它罗曼蒂克的位置，可看到第勒尼安海的西北, 那不勒斯湾广阔美丽的景色，颇受画家的青睐。山上有最早登陆卡普里岛的奥古斯都皇帝的雕像。山上的碉堡"Fortino di Bruto"曾在19世纪初英国和法国之间的战斗中使用。